# Гертруда Баварская
Гертруда Баварская (дат. Gertrud af Sachsen og Bayern; около 1154 — 1 июля 1197) — немецкая аристократка; герцогиня Швабии как супруга Фридриха IV и королева Дании как супруга Кнуда VI.

## Биография
Гертруда родилась в 1152 или 1155 году была дочерью Генриха Льва, герцога Баварии и Саксонии и его жены Клеменции Церингенской. В 1166 году она вышла замуж за Фридриха IV, герцога Швабии и стала вдовой уже в 1167 году. В 1171 году она обручилась с принцем Кнудом и в феврале 1177 вышла за него замуж в  Лунде. Пара жила первые годы в Сконе. 12 мая 1182 года она стала королевой. У супругов не было детей, так как во время второго брака она решила соблюдать целомудрие. Арнольд Любекский писал, что её супруг был «самым целомудренным человеком, который жил в целомудрии со своей целомудренной супругой».